# Lester Hayes (calciatore)
Lester Hayes (Savannah, 19 settembre 1993) è un calciatore statunitense naturalizzato portoricano, attaccante del Loja.

## Carriera

### Club
Ha giocato nelle serie minori dei campionati statunitense, spagnolo e danese.

### Nazionale
Il 3 giugno 2021 ha esordito con la nazionale portoricana giocando l'incontro vinto contro le Bahamas, valido per le qualificazioni al campionato mondiale di calcio 2022, siglando la rete del definitivo 7-0.

## Statistiche

### Cronologia presenze e reti in nazionale
| Cronologia completa delle presenze e delle reti in nazionale ― Porto Rico | Cronologia completa delle presenze e delle reti in nazionale ― Porto Rico | Cronologia completa delle presenze e delle reti in nazionale ― Porto Rico | Cronologia completa delle presenze e delle reti in nazionale ― Porto Rico | Cronologia completa delle presenze e delle reti in nazionale ― Porto Rico | Cronologia completa delle presenze e delle reti in nazionale ― Porto Rico | Cronologia completa delle presenze e delle reti in nazionale ― Porto Rico | Cronologia completa delle presenze e delle reti in nazionale ― Porto Rico |
| Data                                                                      | Città                                                                     | In casa                                                                   | Risultato                                                                 | Ospiti                                                                    | Competizione                                                              | Reti                                                                      | Note                                                                      |
| ------------------------------------------------------------------------- | ------------------------------------------------------------------------- | ------------------------------------------------------------------------- | ------------------------------------------------------------------------- | ------------------------------------------------------------------------- | ------------------------------------------------------------------------- | ------------------------------------------------------------------------- | ------------------------------------------------------------------------- |
| 3-6-2021                                                                  | Mayagüez                                                                  | Porto Rico                                                                | 7 – 0                                                                     | Bahamas                                                                   | Qual. Mondiali 2022                                                       | -                                                                         | 64’                                                                       |
| Totale                                                                    |                                                                           | Presenze                                                                  | 1                                                                         |                                                                           | Reti                                                                      | 0                                                                         |                                                                           |